# Adir Assad
Adir Assad (São Paulo, 14 de fevereiro de 1953) é um empresário e lobista brasileiro envolvido na CPI do Cachoeira, no escândalo da construtora Delta, no escândalo do Petrolão, investigado como operador de propina pela Operação Lava Jato, no escândalo da Transposição do São Francisco, investigado a partir de um desdobramento da Lava Jato, no escândalo investigado pela Operação Saqueador, que investiga lavagem de dinheiro em 370 milhões de reais, na Operação Que País é esse, que investiga lavagem de dinheiro ao ex-diretor da Petrobras, Renato Duque, e no departamento de propina pelo setor de operações estruturadas, investigado pela Operação Dragão, a 36ª fase da Lava Jato.
De ascendência libanesa, o empresário é conhecido pela promoção de shows e eventos no Brasil. Assad trouxe a banda U2, a cantora Amy Winehouse e Beyonce para o país.
De acordo com o MPF, Adir Assad usou as empresas Rock Star Marketing, Power to Ten Engenharia e Legend Engenheiros Associados para lavar 40 milhões de reais desviados da Refinaria Presidente Getúlio Vargas (Repar), da Petrobras, e destinar a contas de Renato Duque e Pedro Barusco. Adir foi preso na 10º fase da Lava Jato.
Em maio de 2015, Adir Assad foi convocado para prestar depoimentos à CPI da Petrobras. Em setembro de 2015, Assad foi condenado a 10 anos e 10 meses por lavagem de dinheiro e associação criminosa. Em março de 2016, a CPI dos Fundos de Pensão quebrou os sigilos de Adir Assad. Entre prisões e liberações, Assad foi preso ao menos três vezes em operações da Polícia Federal, duas pela Lava Jato, e uma pela Saqueador. Em 10 de novembro de 2016, Assad teve um novo pedido de prisão preventiva decretado pela Justiça. Assad já se encontrava preso, foi alvo da 36ª fase da Lava Jato junto com o operador Rodrigo Tacla Duran. Em 2016, o Ministério Público Federal identificou por meio de delação premiada de Vinicius Borin, executivo da Odebrecht (atual Novonor), e por meio da quebra de sigilos bancários e fiscal, com autorização da Justiça, que Adir Assad por empresas de fachada de sua propriedade, praticou lavagem de dinheiro em mais de 150 milhões de reais para distribuir propinas a funcionários da Petrobras, agentes políticos e empreiteiros. Em 2018, foi investigado por repasses de propina na Operação Integração.

## Esquema pela construtora Delta
A prisão de Assad revigora outro escândalo já esquecido: o esquema da Construtora Delta e do bicheiro Carlinhos Cachoeira. O doleiro aparece principalmente nas histórias de desvios de obras no estado São Paulo, governado pelo PSDB. Um relatório de análise do Ministério Público Federal que enumera uma série de tabelas de pagamentos a cinco companhias. Segundo a PF, trata-se de empresas de fachada criadas para lavar o pagamento de propinas intermediadas por Assad. Entre elas aparece a Legend Engenheiros, responsável por movimentar 631 milhões de reais sem nunca ter tido um único funcionário.
A contabilidade da empresa exibe polpudos pagamentos de consórcios e empresas que realizaram obras bilionárias no governo de São Paulo durante a ultima década. Entre eles, um depósito de 37 milhões de reais ao Consórcio Nova Tietê, consórcio liderado pela Construtora Delta. O consórcio levou as principais obras de alargamento das pistas da principal via da capital paulista em 2009, durante o governo de José Serra. O valor inicial do contrato previa gastos de 1 bilhão de reais, mas subiu para 1,75 bilhão, um acréscimo de 75 por cento.
Envolvimentos com a construção do Rodoanel e a Concessionária do Sistema Anhanguera Bandeirantes apontam o desvio de mais de 139 milhões de reais para empresas de fachada de Assad. O Ministério Público Federal ainda investiga operações realizadas pelas   supostas cinco empresas de fachada, onde foram encontradas movimentações de 1,2 bilhão de reais em operações financeiras.

## Caixa 2 para campanha de Dilma Rousseff
Em 15 de março de 2016, foi homologada a delação de Delcídio do Amaral no âmbito da Lava Jato. Em uma Comissão parlamentar de inquérito (CPI), conhecida como CPI dos bingos, encerrada em 2006, segundo Delcídio, teria agido para proteger a presidente Dilma Rousseff. A declaração vem de uma revelação que compromete a campanha da presidente em 2010. No anexo 29 da delação, Delcídio afirmou que "uma das maiores operações de caixa 2 para a campanha de Dilma em 2010 foi feita através do empresário Adir Assad".

## Prisão e condenação
Em 16 de março de 2015, foi preso na Operação Que País é esse, uma fase da Operação Lava Jato. No dia 21 de setembro de 2015, Assad foi condenado a 10 anos e 10 meses por lavagem de dinheiro e associação criminosa. Em 16 de dezembro do mesmo ano, a segunda turma do Supremo Tribunal Federal concedeu prisão domiciliar à Adir Assad com restrições de não poder deixar o País e usar tornozeleira eletrônica.
Em 30 de junho de 2016, Adir Assad voltou a ser preso pela Polícia Federal, na Operação Saqueador. As investigações apontam que os envolvidos, dentre eles Adir Assad e Carlinhos Cachoeira, usaram empresas fantasmas para transferir 370 milhões de reais obtidos pela empreiteira Delta. O dinheiro foi captado por meio de crimes contra a administração pública para repassar propina a agentes públicos.
No dia 16 de agosto de 2016, o Supremo Tribunal de Justiça (STJ) soltou os acusados investigados na Operação Saqueador, o que incluiu Adir Assad, fixando sete medidas cautelares, dentre elas, entregar o passaporte sendo proibido de deixar o País. Entretanto em 19 de agosto de 2016 foi preso novamente pela justiça, na Operação Lava Jato, que, segundo esta investigação, teria recebido 18 milhões de reais do Consórcio Interpar, fornecedor da Petrobrás, para repasse a executivos da Diretoria de Serviços da estatal. Além disto, a soltura não poderia estender a sua condenação na Lava Jato. O juiz Moro o classificou como "um profissional da lavagem de dinheiro, envolvido reiterada e sistematicamente em diversos esquemas criminosos, evidenciando risco à ordem pública".
Em 10 de novembro de 2016, teve o pedido de prisão preventiva decretado pela Justiça, na 36ª fase da Lava Jato. Assad já estava preso desde agosto pela condenação em outra fase da operação.
Em 13 de dezembro de 2017 foi condenado a 13 anos de prisão pelo juiz Marcelo Bretas por lavagem de dinheiro e pertinência à organização criminosa no âmbito da Operação Irmandade.

## Delação premiada
Em agosto de 2017, afirmou em depoimento, ter gerado 370 milhões de reais em dinheiro para a Delta Construções entre 2008 e 2012, usado para a empresa fazer caixa dois. O operador disse que um dos destinos desses recursos foi para o pagamento de propina para o ex-governador do Rio Sérgio Cabral Filho.
Em fevereiro de 2018, a Folha de S.Paulo publicou que Adir Assad afirmou em sua delação premiada que operou para o grupo CCR, empresa responsável pelas rodovias em vários estados, por indicação do ex-diretor da DERSA, Paulo Preto. Segundo Assad, foram repassados 46 milhões aos executivos da CCR em espécie. Ainda de acordo com Assad, o representante da CCR, Everaldo Nascimento, pediu que ele fizesse dois depósitos na conta de Luiz Marinho (PT), no valor de 60 mil reais. Assad afirmou que Everaldo pediu que fossem feitos dois depósitos. O operador confirmou ter feito pelo menos um dos depósitos, diretamente na conta da campanha de Marinho.

## Alvo de investigações

### Comissão Parlamentar de Inquérito
Adir Assad foi alvo das Comissões Parlamentares de Inquérito (CPI):
- CPI do Cachoeira[3] (abril de 2012)
- CPI da Petrobras[12] (fevereiro de 2015)
- CPI dos Fundos de Pensão[13] (agosto de 2015)

### Operações da PF
Adir Assad foi alvo das seguintes operações da Polícia Federal:
- Operação Lava Jato (março de 2014)[29] situação: investigação inicial que resultou nas outras operações.
- Operação Que País é esse (março de 2015)[21] situação: preso preventivamente e condenado[1]
- Operação Saqueador (junho de 2016)[2] situação: preso preventivamente e liberado pelo STJ[22]
- Operação Vidas Secas (julho de 2016)[30]
- Operação Pripyat (julho de 2016)[31] situação: mandado de prisão preventiva expedido pela justiça[32]
- Operação Irmandade (agosto de 2016)[33] situação: denunciado pelo Ministério Público Federal[33]
- Operação Dragão (novembro de 2016)[7] situação: mandado de prisão preventiva expedido pela justiça[7]
- Operação Integração (fevereiro de 2018)[17]